# Granicznik (Lublin)
Granicznik – dawniej wieś, od 1959 część miasta Lublina, leżąca w jego północno-zachodniej części. Rozpościera się w rejonie alei Warszawskiej.

## Historia
Dawniej samodzielna miejscowość. Od 1867 w gminie Konopnica w powiecie lubelskim. W okresie międzywojennym miejscowość należała do woj. lubelskim. 1 września 1933 utworzono gromadę Czechówka w granicach gminy Konopnica, w skład której wszedł Granicznik.
Podczas II wojny światowej wraz z gminą Konopnica włączony do Generalnego Gubernatorstwa (dystrykt lubelski). Po II wojnie światowej wojnie utworzono gromadę Granicznik-Lemszczyzna w gminie Konopnica, w powiecie lubelskim, w woj. lubelskim.
W związku z reorganizacją administracji wiejskiej jesienią 1954, miejscowość weszła w skład nowo utworzonej gromady Czechów.
1 stycznia 1959 gromadę Czechów zniesiono, a jej obszar – w tym Granicznik – włączono do Lublina.